# Shazam (cercador d'àudio)
Shazam és una aplicació per a telefonia mòbil que incorpora un servei que permet la identificació de música. L'empresa té la seu a Londres i va ser fundada per Chris Barton, Inghelbrecht Felip, Mukherjee Dhiraj i Wang Avery el 1999. Shazam s'aprofita del micròfon que duen incorporats la majoria de telèfons mòbils per a poder gravar una mostra de música que s'estigui reproduint. Una empremta digital acústica es crea a partir de la mostra i es compara amb una base de dades per a trobar coincidències. Un cop feta la relació, l'usuari pot rebre informació tal com el títol de la cançó, artista, L'àlbum, enllaços d'interès a serveis com iTunes, YouTube, Spotify o Zune, i també suggeriments d'altres cançons relacionades.

## Implementació
El servei de Shazam, va començar el 2002, amb el servei 2580, accessible només al Regne Unit. Els usuaris marquen el codi 2580 des del seu telèfon mòbil i capturen qualsevol música de fons durant 10 segons, l'aplicació analitza el so capturat, en crea una empremta digital acústica i busca una coincidència a la base de dades de més d'11 milions de cançons. En aquest cas l'usuari rep les dades en forma de SMS. Aquest servei és de pagament i es cobra per tots els resultats.
Shazam és una aplicació gratuïta o de baix cost per a alguns dispositius iPhone & iPod Touch, Android, BlackBerry, Nokia, iPad i Windows Phone 7. En aquests casos el resultat no es mostra amb un SMS sinó que mostra per pantalla directament les dades de l'artista, l'àlbum, el títol, gènere, segell discogràfic, una imatge en miniatura de la portada de l'àlbum, enllaços per a descarregar la cançó des d'iTunes o Amazon MP3 store i si són rellevants un enllaç a vídeos relacionats amb la cançó a Youtube.
Una aplicació similar està disponible per a Java anomenada ShazamiD. ShazamiD es diferencia de les aplicacions de smartphones en el fet que és un servei de subscripció.

## Funcionament

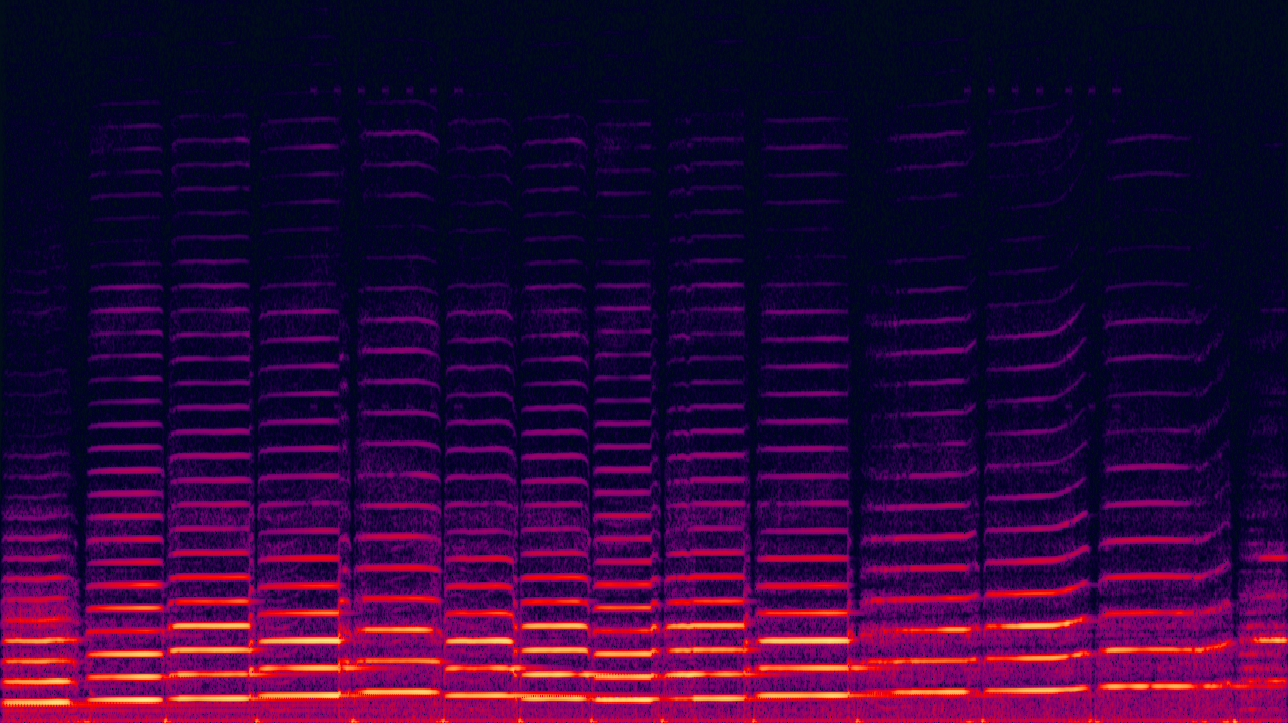
Espectrograma

Shazam identifica les cançons a partir de les empremtes digitals d'àudio basades en l'espectrograma.

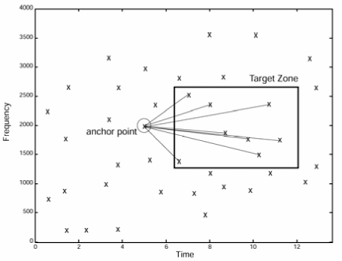
Associació del punt d'ancoratge amb punts de la zona d'objectiu

Shazam es compon d'un catàleg d'empremtes digitals d'àudio i les cataloga en una base de dades. L'usuari registre una cançó que estigui escoltant durant un temps de 10 segons i l'aplicació i en crea una empremta digital d'àudio basada en alguns dels punts d'ancoratge de l'espectrograma simplificat i la zona objectiu entre ells, llavors per cada punt de la zona de destinació, es crearà un valor hash que serà la suma de la freqüència on es troba el punt d'ancoratge, la freqüència on el punt es troba de la zona d'objectiu i la diferència de temps entre el moment en què el punt de la zona objectiu es troba en la cançó i el moment en què el punt d'ancoratge es troba en la cançó. Un cop feta l'empremta digital d'àudio aquesta és carregada al servei Shazam i aquest inicia la cerca de coincidències en la base de dades, si es troba, retorna la informació a l'usuari, en cas contrari torna un error.

## Versions
Shazam ofereix dos tipus d'aplicacions, un programa gratuït que es diu simplement Shazam, el de pagament anomenat Shazam Encore, la diferència més rellevant entre Shazam i la versió de pagament és el límit màxim de cerques de música. Amb Shazam, l'usuari té cinc cerques gratuïtes al mes. Això significa que si un usuari busca cinc cançons en un sol dia, no en pot cercar més fins a l'inici del mes següent. En Shazam Encore, no hi ha límit de cerques, de manera que l'usuari està autoritzat per registrar tot el que vulgui. En realitat existeix una altra aplicació que és (Shazam)RED, en realitat és igual al Shazam Encore amb la diferència que part del pagament és destinat a donacions a campanyes contra la sida a Àfrica.
Shazam està actualment disponible a 200 països i 30 idiomes, la seva base de dades creix a un ritme de 250.000 noves cançons cada mes normalment degut a l'arribada a nous països on s'introdueixen les cançons locals.

## Limitacions
Shazam pot identificar la música en qualsevol lloc: des de la ràdio, la televisió, el cinema o en una botiga, la limitació la trobem en el fet que només pot funcionar amb música pre-gravada, és a dir, no pot trobar cançons a partir del fet que la taral·legem o la cantem, de la mateixa manera que no podem esperar que ens identifiqui sorolls.

## Aplicacions semblants
- SoundHound és una aplicació bastant semblant al Shazam que té com a avantatges principals que pot visualitzar la lletra de les cançons que s'estan reproduint i que és més barat.
- Midomi es diferencia de Shazam en el fet que permet taral·lejar una cançó més de 10 segons tenint així més probabilitat d'èxit en els resultats, també té l'opció extra de trobar cançons a partir d'una part de la lletra.
- Gracenote's MusicID-Stream té com a avantatge principal que té la base de dades més gran de tots els identificadors de música amb més de 28 milions de cançons.
- Musipedia és un cercador de música que funciona diferent dels altres, ja que en comptes d'utilitzar tècniques per identificar música gravada el que fa és identificar peces de música que continguin una mateixa melodia o identificar cançons només amb el ritme.